# Lew workowaty
Lew workowaty (Thylacoleo carnifex) – wymarły gatunek drapieżnego ssaka z nadrzędu torbaczy, żyjący w Australii od późnego pliocenu do późnego plejstocenu (2 miliony do 46 tysięcy lat temu).

## Opis
Lew workowaty był największym mięsożernym ssakiem w historii Australii.
Mierzył około 1,5 metra od głowy do końca ogona, 75 cm wysokości w kłębie, a przeciętną masę osobników tego gatunku szacuje się na 101–130 kg, przy czym masa największych osobników sięgała 160 kg . Miał największy nacisk szczęk ze wszystkich ssaków, jakie kiedykolwiek zamieszkiwały Ziemię. Najbliżsi żyjący krewni to wombaty i koala według części badaczy, a według innych to torbacze z rodziny Phalangeridae.
W 2007 roku w Hangechke's Quarry, Naracoorte, a nieco później w jaskini pod Nullarbor Plain odkryto prawie kompletne szczątki wielu osobników Thylacoleo carnifex. Na ich podstawie przeprowadzono rekonstrukcję jego szkieletu. Badacze uznali, że lew workowaty nie był zwierzęciem szybko biegającym, raczej polował z zasadzki lub żywił się padliną, w jego funkcjonowaniu dużą rolę odgrywał sztywny i silnie umięśniony ogon, a budowa narządów ruchu umożliwiała mu wspinaczkę. Badanie wykazało, że najbardziej podobny anatomicznie do lwa workowatego jest diabeł tasmański.
Miał również niezwykle mocne kończyny przednie, z wysuwanymi, kocimi pazurami, cechą wcześniej niewidoczną u torbaczy. Thylacoleo posiadał również olbrzymie haczykowate pazury osadzone na dużych, półpozycyjnych kciukach, których używał do chwytania i nieuruchomiania zdobyczy. Lew torbacz prawdopodobnie używał tych pazurów także do wspinania się na drzewa i pozostawiania tam swojej zdobyczy, podobnie jak dziś robią to lamparty.
Ze względu na wyjątkową morfologię drapieżników niektórzy naukowcy twierdzą, że Thylacoleo był najbardziej wyspecjalizowanym mięsożercą wszech czasów.  Thylacoleo miał pionowe zęby policzkowe „mięsożerne”, które były większe niż u jakiegokolwiek innego ssaka mięsożernego.  Thylacoleo wywodził się wyraźnie z diprotodontów ze względu na morfologię siekaczy, a także wyraźnym rozwojem górnych oraz dolnych trzecich przedtrzonowców. Posiadał również kły, ale nie służyły żadnemu celowi, gdyż były przysadziste i niezbyt ostre.
Thylacoleo miał 71 cm (28 cali) w ramieniu i około 114 cm (45 cali) długości od głowy do ogona. Gatunek T. carnifex był największy, a czaszki wskazują, że ważyły średnio od 101 do 130 kg (223 do 287 funtów), a osobniki osiągające 124 do 160 kg (273 do 353 funtów) były powszechne, a największa waga wynosiła 128–164 kg (282–362 funtów).  Dorosły, wyrośnięty Thylacoleo carnifex byłby prawie tego samego rozmiaru co jaguar. 

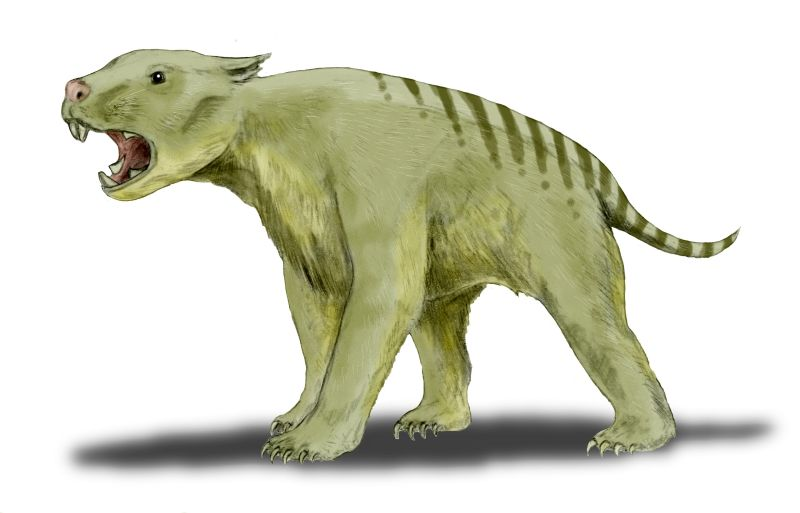
Rekonstrukcja wyglądu Thylacoleo carnifex.
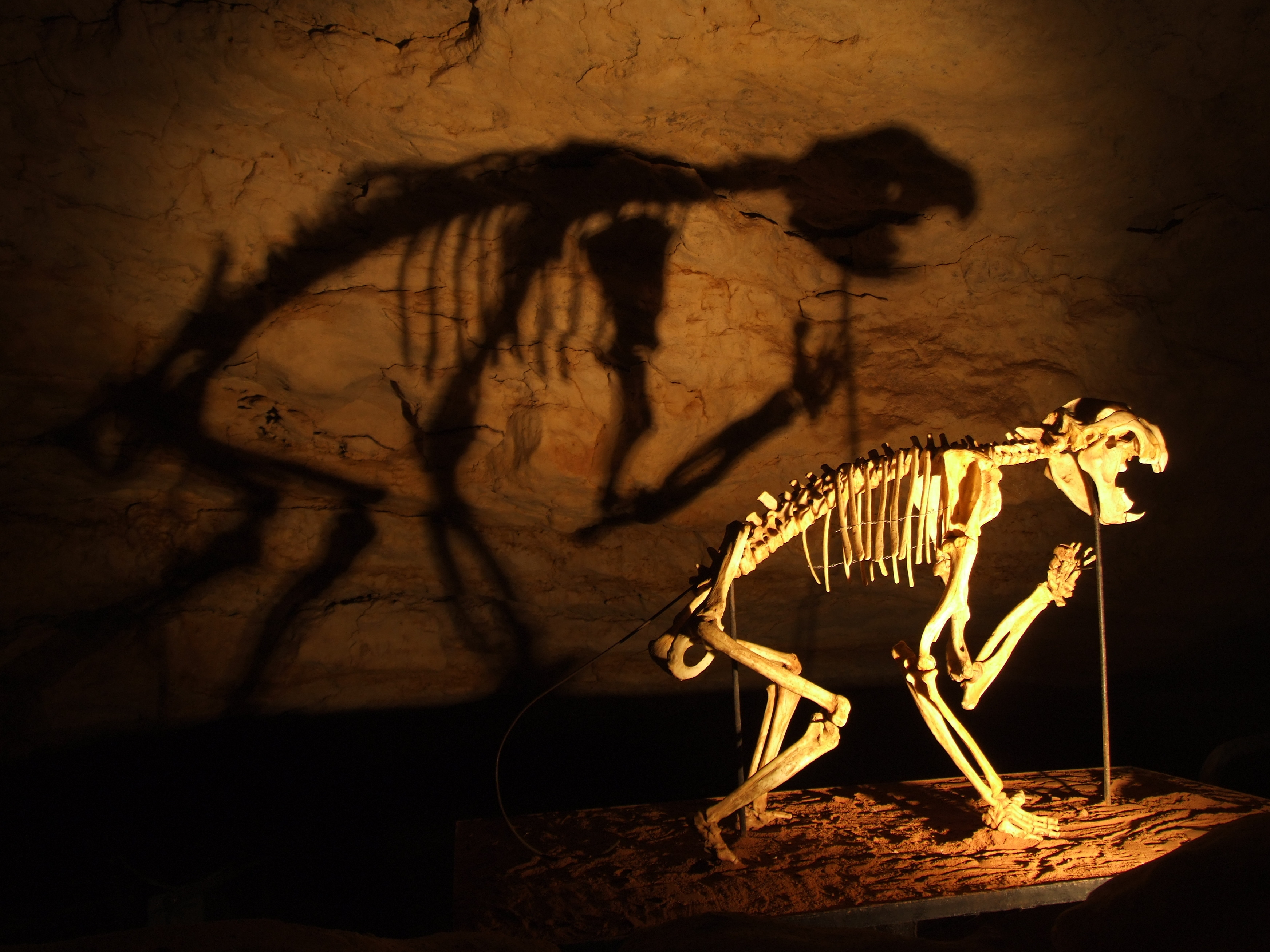
Skamieniały szkielet Thylacoleo carnifex w Naracoorte Caves National Park, Australia Południowa.
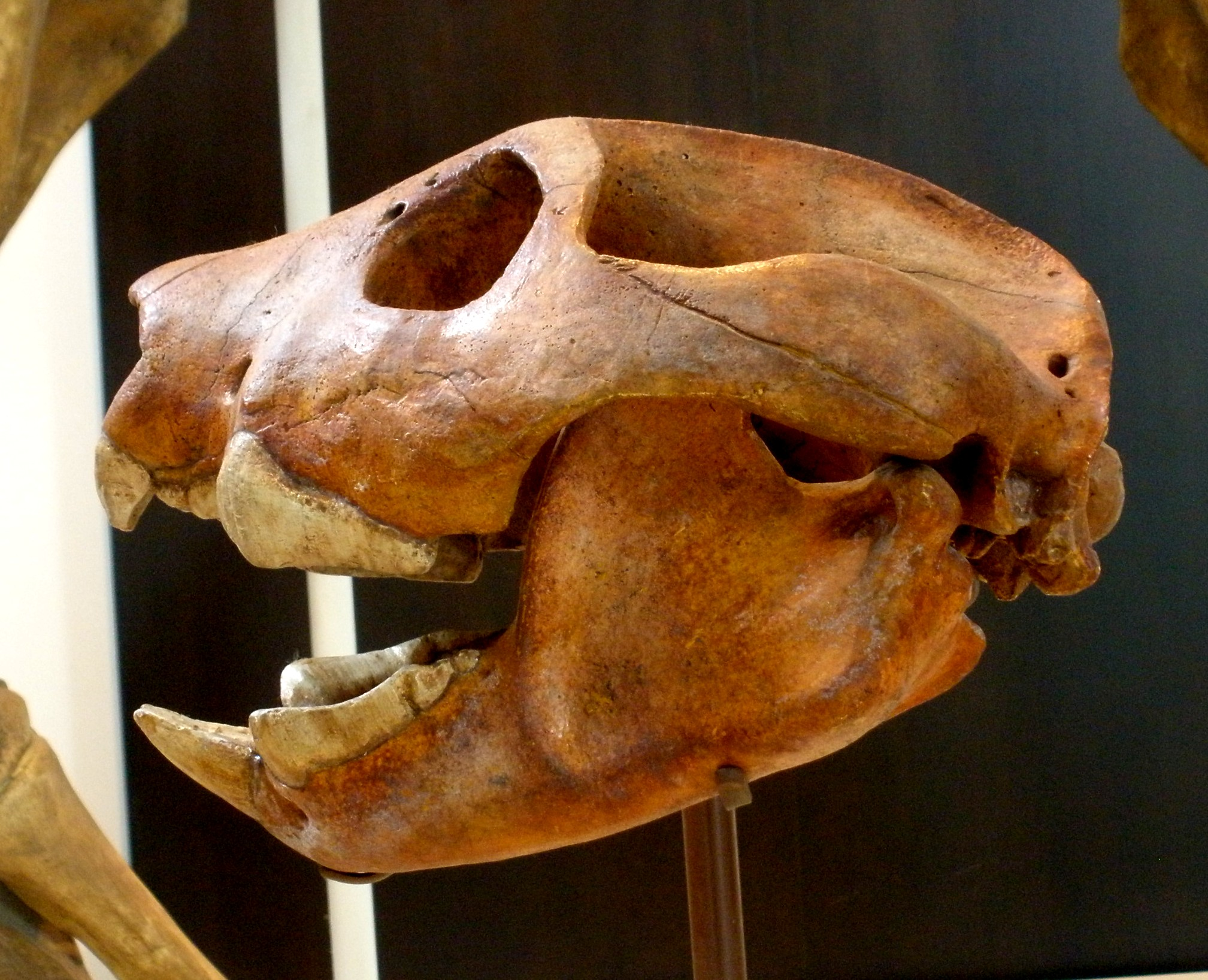
Skamieniała czaszka Thylacoleo carnifex.
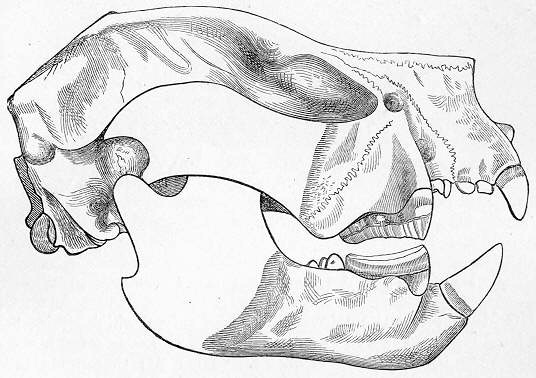
Szkic czaszki Thylacoleo carnifex, wykonany przez Henry'ego Alleyne'a Nicholsona (1844–1899)
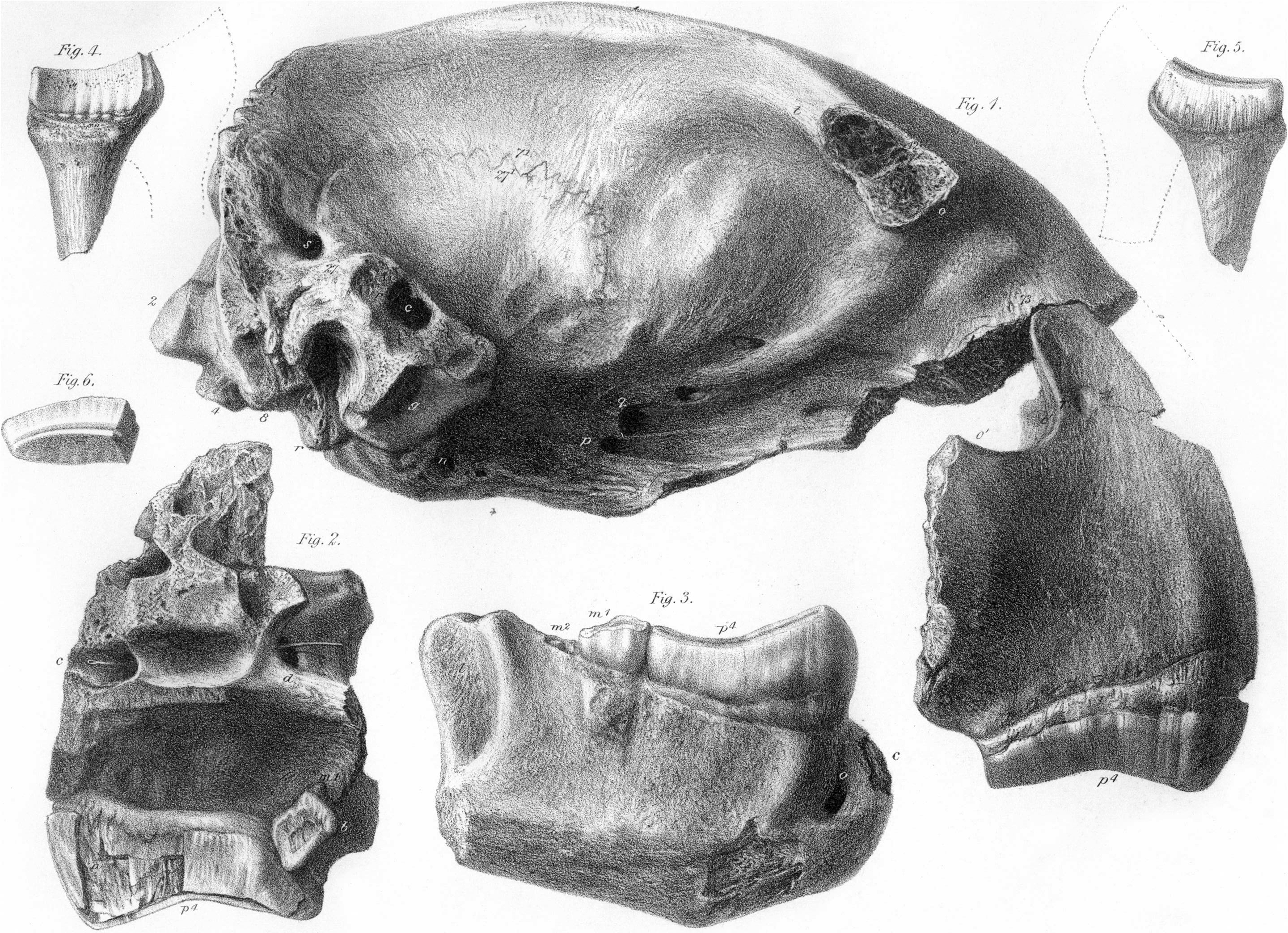
Rysunek fragmentów czaszki Thylacoleo carnifex, wykonany przez Richarda Owena (1804–1892).

## Zachowanie

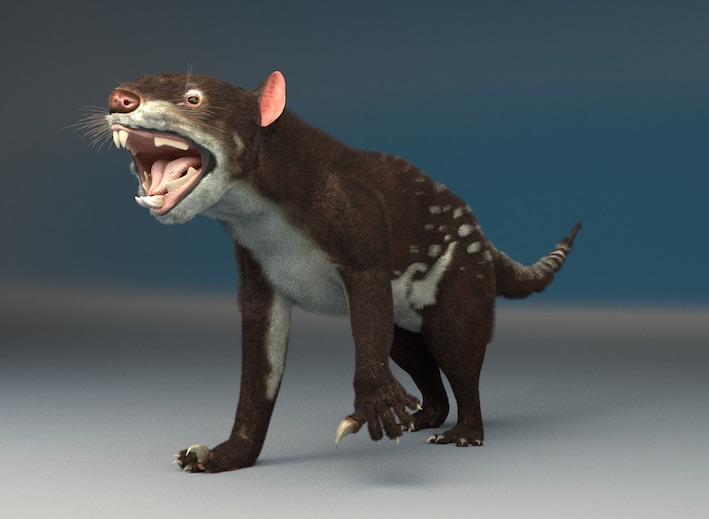
Rekonstrukcja cyfrowa Thylacoleo carnifex

Choć uważany był za potężnego łowcę i zaciekłego drapieżnika, wysunięto teorię, że ze względu na swoją fizjologię Thylacoleo był w rzeczywistości powolnym biegaczem, co ograniczało jego zdolność do ścigania zdobyczy. Analiza łopatki sugeruje „chodzenie i kłusowanie zamiast wspinania się… miednica podobnie zgadza się z miednicą ambulatoryjną i kursorową [spacerowiczów i biegaczy]”. „Te kości wskazują, że Thylacoleo był biegaczem o powolnym lub średnim tempie, co może oznaczać, że był to drapieżnik z zasadzki (jak tygrysy lub lamparty), zamiast gonić po otwartych przestrzeniach (jak lwy)." Mógł funkcjonować bardzo podobnie jak Diabeł tasmański.  Nowe dowody sugerują również, że mógł prowadzić nadrzewny tryb życia.
Na stanowisku w Lancefield wydobyto wiele kości i odkryto, że należą one do około kilkuset tysięcy różnych osobników. Niektóre z tych kości miały dziwne nacięcia na powierzchni. Z tego wynikają dwa prawdopodobne wyjaśnienia: ślady zostały wykonane przez prehistorycznych ludzi podczas rozbioru lub przez zęby Thylacoleo carnifex. Na podstawie odkryć archeologicznych i paleoekologicznych naukowcy doszli do wniosku, że T. carnifex spowodował wszystkie ślady nacięć. Ze względu na ich duży rozmiar populacja musiała żywić się innymi gatunkami, równie dużymi jak ich własny, aby uniknąć zachwiania równowagi w diecie. Mogły zabijać, używając przednich pazurów jako broni do dźgania lub chwytania ofiary.